# Gattersburg

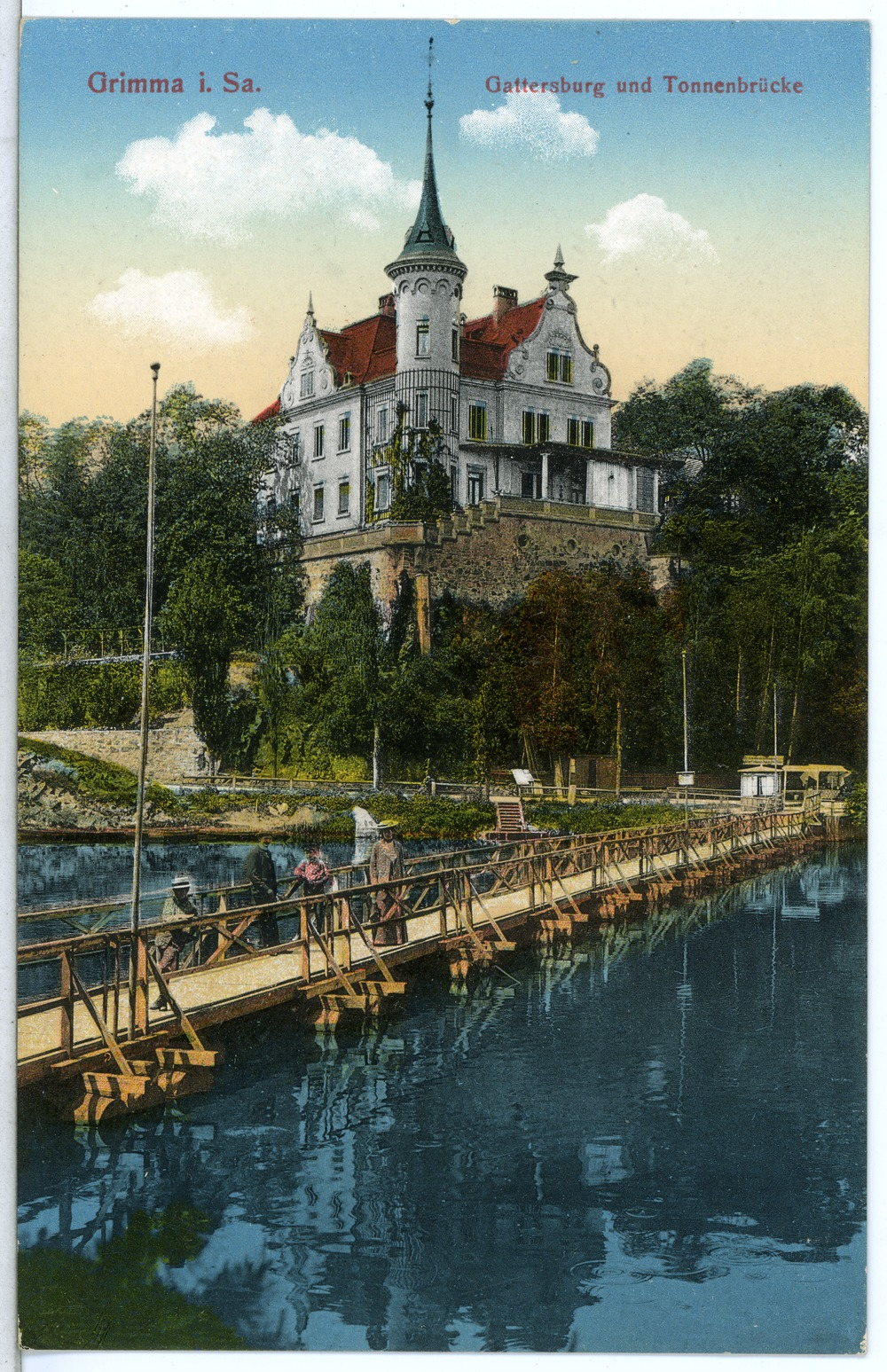
Gattersburg um 1910

Die Gattersburg ist eine Villa mit einer imitierten Burgruine in Grimma. Sie steht auf einem Felsen direkt oberhalb einer Hängebrücke über die Mulde, etwa 800 Meter südlich des historischen Stadtkerns.
Das Bauwerk wurde in den 1880er Jahren im Auftrag des Papierfabrikanten Max Schroeder errichtet. Heute dient es unter dem Namen Schloss Gattersburg als Hotel.

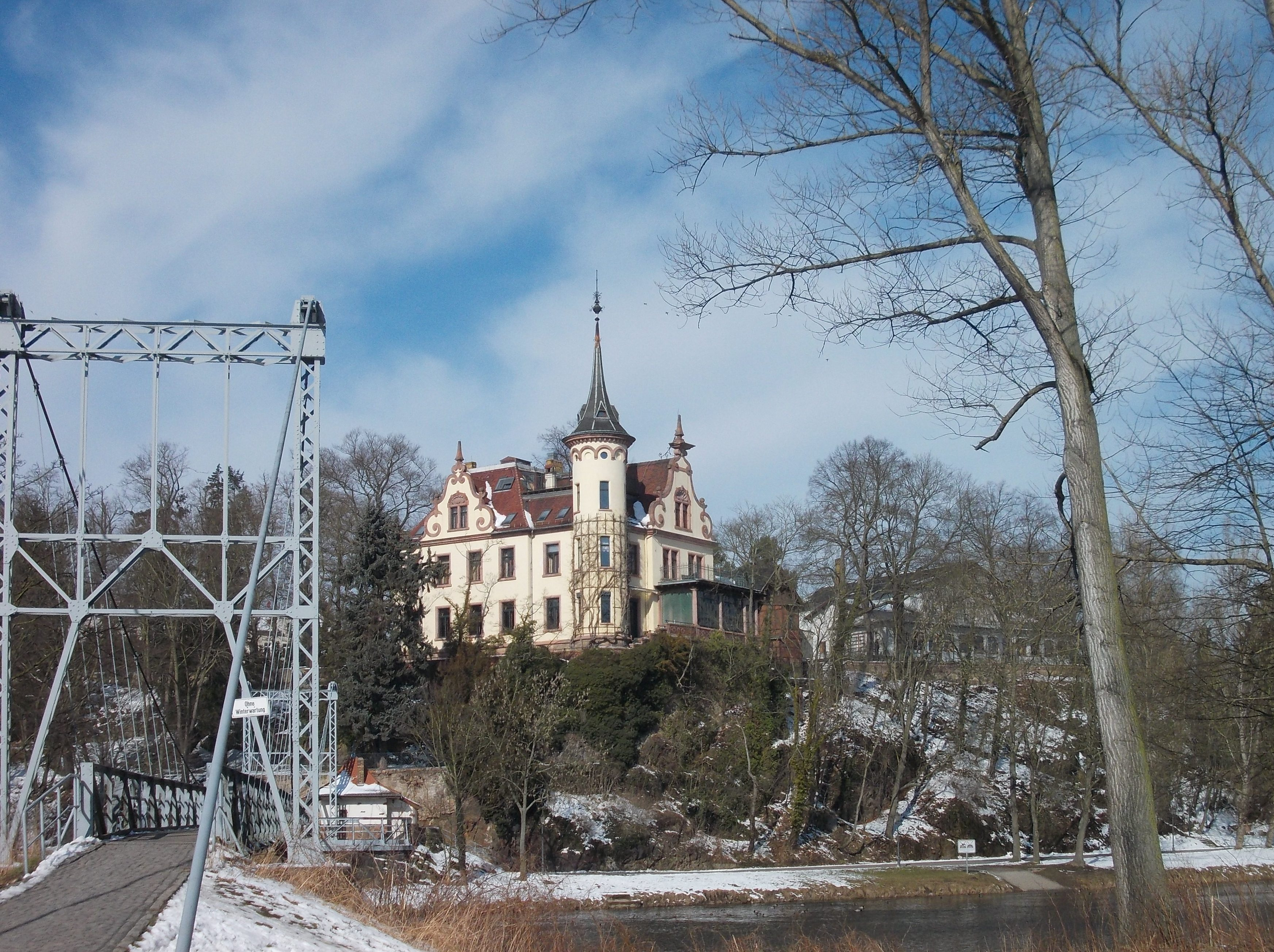
Gattersburg mit Hängebrücke Grimma
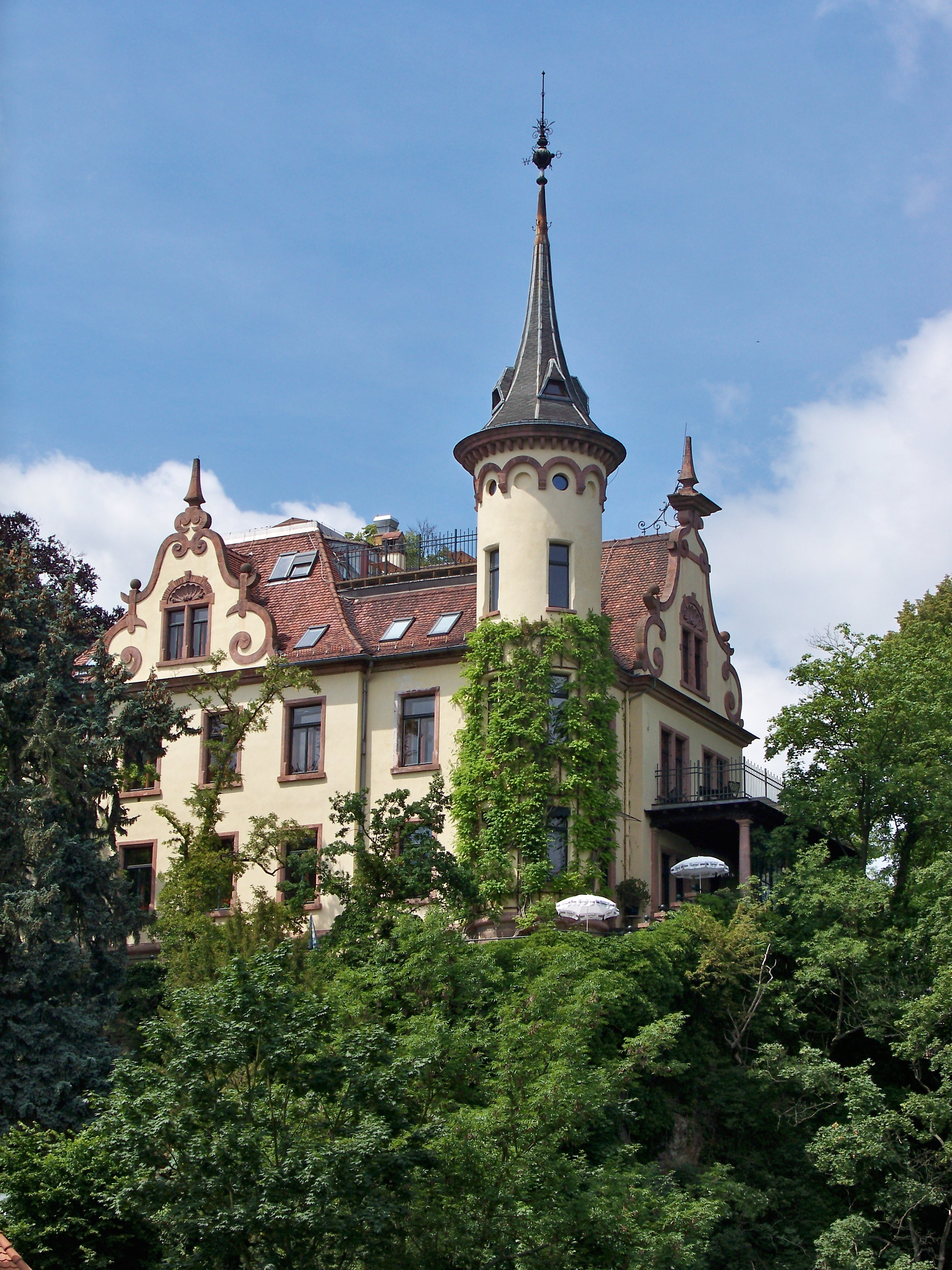
Gattersburg auf dem Felsen